# Passerin arc-en-ciel
Passerina leclancherii
Espèce
Statut de conservation UICN

 LC  : Préoccupation mineure
Le Passerin arc-en-ciel (Passerina leclancherii), aussi appelé Pape de Leclancher, est une espèce de passereau de la famille des Cardinalidae, et du genre Passerina.

## Description
Cet oiseau mesure entre 12,5 et 14 cm. Il présente un dimorphisme sexuel.
Le mâle a une calotte vert turquoise, le dos, les ailes (à l'exception des scapulaires bleu vert) et la queue bleu ciel, la poitrine jaune orangé et le ventre jaune.
La femelle est vert olive avec des reflets jaunes sur les parties inférieures.
Les deux sexes présentent des yeux marron foncé, un bec corne pâle et des pattes gris brun.

## Répartition et habitat
Il est endémique du sud-ouest du Mexique.
Cette espèce fréquente les milieux arbustifs.

## Élevage
Comme les 6 autres espèces de passerins, il est apprécié comme oiseau de cage.